# Katrien Verstuyft
Katrien Verstuyft (Antwerpen, 21 juli 1982) is een Belgisch triatlete. Verstuyft kon zich in 2012 en 2016 plaatsen voor de Olympische Spelen
In de jaren 1993 tot 2006 werd Verstuyft verschillende malen Vlaams en Belgisch kampioene zwemmen in jeugdcategorieën. Sinds 2008 doet ze professioneel aan triatlon.  

## Titels
- Belgisch kampioene triatlon Halve Afstand - 2017, 2021
- Belgisch kampioene triatlon Sprint Afstand - 2009
- Belgisch kampioene triatlon Olympische Afstand - 2009, 2012, 2013, 2015

## Palmares

### 2021
- Belgisch kampioenschap halve afstand
- IM70.3 Gdynia

### 2019
- Belgisch kampioenschap halve afstand
- IM70.3 Kraichgau
- IM Barcelona

### 2018
- Challenge Praag
- Challenge Lissabon
- Challenge Geraardsbergen
- Challenge Sardinië
- IM70.3 Cascais
- Challenge Peguera - Mallorca
- Belgisch kampioenschap Olympische afstand
- Belgisch kampioenschap ploegentriatlon

### 2017
- IM70.3 Weymouth
- Challenge Peguera - Mallorca
- Belgisch kampioenschap halve afstand
- Belgisch kampioenschap sprint
- Belgisch kampioenschap Olympische afstand
- Belgisch kampioenschap ploegentriatlon

### 2016
- 84e WK olympische afstand

### 2015
- 56e WK olympische afstand
- 10e EK Olympische afstand
- Belgisch kampioenschap Olympische afstand
- Belgisch kampioenschap ploegentriatlon

### 2014
- 45e WK olympische afstand
- 25e WK sprintafstand
- 20e EK Olympische afstand
- Grand Prix de Triathlon Quiberon
- Wereldbeker Cartagena
- European Cup Quarteira

### 2013
- 39e WK olympische afstand
- 23e WK sprintafstand
- 8e EK Olympische afstand
- Belgisch kampioenschap Olympische afstand
- African Cup Buffalo City
- Belgisch kampioenschap ploegentriatlon

### 2012
- 65e WK olympische afstand
- 34e WK sprintafstand
- 28e OS
- 11e EK Olympische afstand
- Belgisch kampioenschap Olympische afstand
- African Cup Cape Town
- African Cup Port Elizabeth

### 2011
- 8e Wereldbeker Monterrey
- 13e EK Olympische afstand
- 14e Wereldbeker Edmonton
- 27e Olympisch testevent in Londen
- 8e Wereldbeker Tiszaujvaros
- Grand Prix de Triathlon Tours (team relay)
- Belgisch kampioenschap ploegentriatlon

### 2010
- European Cup Eilat
- 41e Wereldbeker Madrid
- 17e Wereldbeker Holten

### 2009
- Belgisch kampioenschap sprint
- Belgisch kampioenschap Olympische afstand
- Belgisch kampioenschap ploegentriatlon
- 25e EK olympische afstand

### 2008
- Belgisch kampioenschap ploegentriatlon
- Belgisch kampioenschap sprint
- Belgisch kampioenschap Olympische afstand

## ploegen
Belgische gemengd estafetteteam triatlon